# Notte di tempesta (film 1916)
Notte di tempesta è un film del 1916 diretto da Guglielmo Zorzi.

## Trama
Il conte Alvise Roveda, lombardo, dopo la morte della moglie, assume come governante la signora Kathy Stehr, che si trasferisce nella tenuta signorile insieme ai suoi due figli, giovani adulti, Roberto, laureando in ingegneria, e Vivian.
Mentre Roberto, ottenuta la laurea, si allontana per seguire la propria carriera, il conte Alvise si innamora di Vivian, e le Stehr, madre e figlia, riconosciuta l'inopportunità di una tale liaison, intendono lasciare la villa. Nella notte precedente alla loro partenza, però, qualcosa accade.
Ed in effetti, qualche mese dopo, ritiratasi altrove, Vivian dà alla luce un bambino, e muore di parto. Elena, la figlia di Alvise, è a conoscenza della situazione. Quando, tempo dopo, Roberto torna per piangere la morte della sorella, Elena presenta a tutti il bambino, spacciandolo per un trovatello.
Elena e Roberto, da tempo innamorati, si uniscono adottando il bambino figlio del padre di lei, senza che nessuno (tranne Kathy ed Elena stessa) sappia della sua provenienza: fratellino di Elena e nipote di Roberto.